# Alkoholisk fermentering
Alkoholisk fermentering er én blandt tre mulige måder, sukkerstoffer kan nedbrydes på. Processen afhænger af organismen, som foretager nedbrydningen, og det miljø, organismen befinder sig i. Ved alkoholisk fermentering slutter processen med dannelse af alkohol, mens de to andre nedbrydningsmåder slutter med dannelse af henholdsvis mælkesyre og acetylcoenzymA.
Den alkoholiske fermentering starter med en decarboxylering af pyruvat til acetaldehyd. Samtidig dannes der CO2, og begge dele sker ved hjælp af enzymet pyruvatdecarboxylase. Den dannede acetaldehyd omdannes derefter videre til ætanol ved hjælp af enzymet alkoholdehydrogenase.